# Gustav Jenner
Gustav Uwe Jenner (Keitum, 3 de desembre de 1865 - Marburg, 29 d'agost de 1920) fou un compositor i director d'orquestra alemany.
Estudià a Kiel i a Viena, on fou deixeble de Brahms, sent nomenat més tard director de música de la Universitat de Marbourg. En aquesta ciutat també fou director de les societats de concerts i d'oratoris.
Les seves obres malgrat que escasses, són de gran vàlua. Cal citar entre les principals, les seves col·leccions de lieder, de fresca inspiració i sabor altament popular. També és autor de 12 cors per a tres veus de dona i altres composicions vocals i instrumentals, així com l'obra titulada Johannes Brahms als Mensch. Lehrer und Kunstler (Marburg, 1905).